# العهد (جريدة لبنانية)
جريدة العهد  هي صحيفة أسبوعية لبنانية سياسية شاملة تابعة لحزب الله. بدأ نشرها في عام 1984 باسم العهد وتتناول العديد من الأخبار الإقليمية والدولية، إضافة إلى أبوابها الرياضية والثقافية والترفيهية المتنوعة. في 5 تشرين الثاني/نوفمبر 1999 أطلقت النسخة الأولى من جريدة العهد على الإنترنت، إلى أن أصبحت اليوم موقعاً إخبارياً يومياً سياسياً شاملاً 